# Son Bonds
Son Bonds, geboren als Abraham John Bond jr. (Brownsville, 16 maart 1909 - Dyersburg, 31 augustus 1947), was een Amerikaanse countrybluesmuzikant (zang, gitaar) en singer-songwriter. Hij stond ook beschreven op platen als 'Brownsville' Son Bonds en Brother Son Bonds.

## Biografie
Sleepy John Estes werd bij zijn eerdere opnamen ondersteund door Yank Rachell (mandoline) en Hammie Nixon (mondharmonica), maar eind jaren 1930 werd hij begeleid door Bonds en Charlie Pickett (gitaar). Bonds ondersteunde Estes ook bij een aantal opnamesessies in 1941. Als tegenprestatie speelden Estes en Nixon op elk van Bonds eigen opnamen. In het laatste gedeelte van zijn carrière speelde Bonds zowel kazoo als gitaar bij diverse nummers.
Zijn gitaarstijl vertoonde overeenkomsten met die van Estes. De bekendste werken van Bonds zijn A Hard Pill to Swallow en Come Back Home.

## Overlijden
In overeenstemming met Nixons latere beschouwing van het gebeurde, onderging Bonds een ongelukkige dood in augustus 1947. Terwijl hij 's avonds zat op zijn veranda in Dyersburg, werd hij doodgeschoten door zijn bijziende buurman, die hem voor een ander aanzag, met wie de buurman een langdurig meningsverschil had.

## Discografie
- 1991: Complete Recorded Works in Chronological Order, (Wolf Records)

Deze compilatie bevat alle bekende opnamen van Bonds, gemaakt tussen september 1934 en september 1941.
- Bibliothèque nationale de France: cb14157303g (data)
- Gemeinsame Normdatei: 111696757X
- International Standard Name Identifier: 0000 0000 4181 8213
- Library of Congress Control Number: no97077452
- MusicBrainz: bce0e9b1-68d9-4a22-9d06-b2863ae69da0
- Virtual International Authority File: 63618742
- WorldCat: E39PBJxCy9tKdCp6hgDWcPGT73